# Сангібан
Сангібан (V століття) — король галльських («орлеанських») аланів (не пізніше 415 — ?), розселених у  Галлії як федерати Західної Римської імперії.

## Біографія
В середині V століття Сангібан змінив на посту керівника римських федератів — аланів Гоара.
Приблизно, в 440-х роках частина аланів, що мали статус федератів, була розселені Флавієм Аецієм в Орлеані і його околицях з метою утримати вестготів від розширення зайнятої ними території на північ від річки Луари.
У битві на Каталаунських полях 451 року алани Сангібана займали центр римської армії. Готський історик Йордан писав, що це було зроблено для того, щоб попередити можливість втечі алан. Відповідно до думки Б. Бахраха, саме стійкість аланів, що діяли в центрі проти добірних загонів гунів, дала змогу вестготам завдати по військах Аттіли раптового удару з флангу.
Подальша доля Сангібана невідома.